# Vom Weltgericht

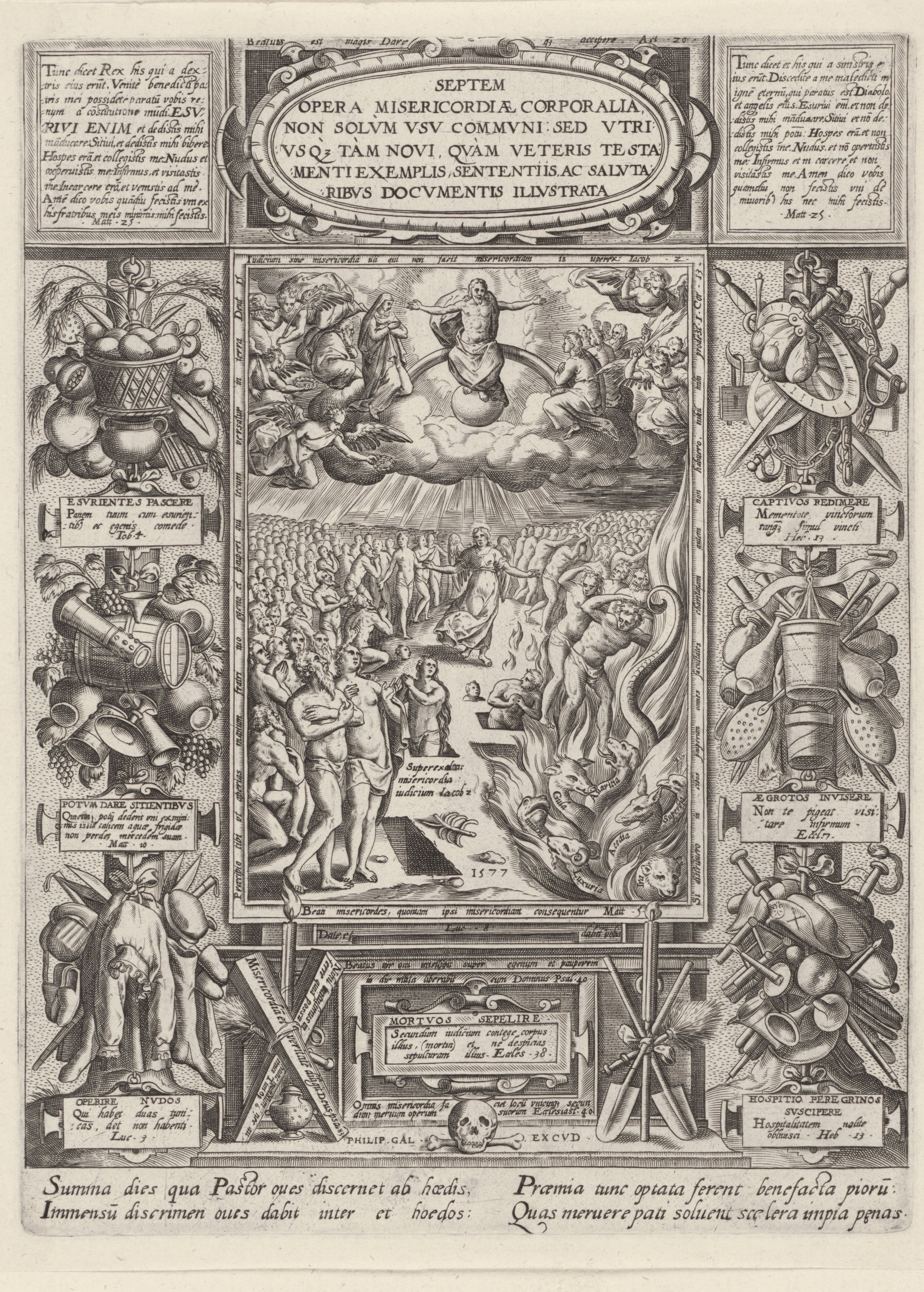
Hendrik Goltzius: Das Jüngste Gericht und die Werke der Barmherzigkeit. Stich zum beiderseits oben zitierten Gleichnis, 1577, Rijksmuseum Amsterdam

Die Rede vom Weltgericht, auch vom Gericht des Menschensohnes über die Völker, steht als Sondergut im Evangelium nach Matthäus (Mt 25,31–46 ). Sie thematisiert das Weltgericht und bildet den Abschluss einer längeren Rede Jesu, die im 24. und 25. Kapitel des Matthäusevangeliums überliefert ist und hauptsächlich wegen des abschließenden Gleichnisses vom Weltgericht als „Endzeitrede“ oder „eschatologische Rede“ bezeichnet wird.

## Inhalt
Wenn der Menschensohn wiederkommt, wird er alle Völker versammeln und sie zu seiner linken beziehungsweise rechten Seite stellen. Anschließend wird der König zunächst die zu seiner Rechten in das Reich Gottes einladen. Als Begründung wird er anführen, dass sie sich seiner erbarmt haben, als er Hilfe brauchte.

„Denn ich war hungrig und ihr habt mir zu essen gegeben; ich war durstig und ihr habt mir zu trinken gegeben; ich war fremd und obdachlos und ihr habt mich aufgenommen; ich war nackt und ihr habt mir Kleidung gegeben; ich war krank und ihr habt mich besucht; ich war im Gefängnis und ihr seid zu mir gekommen.“

 Auf die Frage, wann sie ihn denn in solchen Notlagen gesehen haben, wird der König antworten, dass man das, was man einem anderen Menschen tut, letztlich ihm tut. 

„Was ihr für einen meiner geringsten Brüder getan habt, das habt ihr mir getan.“

In entsprechender Weise wird er anschließend die zu seiner Linken wegschicken, da sie ihm in der Not nicht geholfen haben. Auf die entsprechende Frage, wann sie ihn denn in den genannten Notlagen gesehen haben, erfolgt die analoge Antwort, dass sie diese Barmherzigkeit denen, die in Not seien, stellvertretend hätten erweisen sollen.

## Deutung und Hintergrund
Der Bibelabschnitt ist aus traditionellen Bildelementen gestaltet. Der König entspricht Gott, die Schafe und Böcke den Gliedern des Gottesvolkes und die Trennung, die zwischen den beiden erfolgt, entspricht dem Gericht. Als Metapher wird dabei das Bild des Hirten gebraucht, der seine Herde in Schafe und Böcke (d. h. Ziegen) aufteilt. Die Tiere, die tagsüber gemeinsam weiden, werden nachts getrennt, da die Ziegen einen wärmeren Platz benötigen als die Schafe. Die Schafe, die ein weißes Fell besitzen, werden zu seiner Rechten gestellt und stehen in diesem Gleichnis symbolisch für die Gerechten. Die Ziegen, die in Palästina ein schwarzbraunes oder sogar schwarzes Fell haben, werden zu seiner Linken gestellt und stehen symbolisch für die schlechten Menschen.
Das Bild ist an Ezechiel 34,17–22  angelehnt. Richter ist der König, der mit dem eingangs genannten Menschensohn eng verbunden oder identisch zu sein scheint, welcher wiederum in der Tradition mit Jesus Christus gleichgesetzt wird. Das Urteil des Königs erfolgt nach dem Maßstab der tätigen Nächstenliebe und Barmherzigkeit mit Bedürftigen. Indirekt spricht sich jeder Mensch durch seine Taten gegenüber bedürftigen Mitmenschen selbst das Urteil.
Mit den „Geringen“ und „Brüdern“ werden an anderen Stellen des Matthäusevangeliums Jünger Jesu, Gemeindeglieder oder Missionare bezeichnet (vergleiche z. B. Mt 10,42  oder Mt 12,48–50 ). Daher beziehen manche Auslegende das in den Versen 40 und 45 genannte Motiv der „geringsten Brüder“ nur auf Christen und christliche Missionare, die verfolgt werden. Im Lichte der von Jesus auch in anderen Gleichnissen und Logien geforderten Nächstenliebe, die sich sogar auf die Feinde erstrecken soll (vergleiche Mt 5,43–48 ), erscheint diese Einschränkung auf bedrängte Christen allerdings eher unwahrscheinlich. Darüber hinaus wird für die „Geringsten“ in Mt. 10, 42 im Griechischen ein anderes Wort gebraucht als in Vers 40 und 45.

## Rezeption
Das Bild von der endzeitlichen Scheidung der Schafe und Böcke findet vielfältige Aufnahme in der Christlichen Literatur, Kunst und Musik. Der im 14. Jahrhundert entstandene Hymnus Dies irae nimmt das Motiv auf und wurde seinerseits zur Grundlage zahlreicher künstlerischer Bearbeitungen.
| Latein Inter oves locum praesta, Et ab haedis me sequestra, Statuens in parte dextra. | Nachdichtung Bei den Schafen gib mir Weide, Von der Böcke Schar mich scheide, Stell mich auf die rechte Seite. | Wörtliche Übersetzung Gib mir einen Platz unter den Schafen und sondere mich ab von den Böcken, indem du mich auf die rechte Seite stellst. |

Auf dem Dies irae fußt etwa der Choral Es ist gewisslich an der Zeit (1582, EG 149) von Bartholomäus Ringwaldt (1532–1599) und greift das Bild vom Gericht im Gleichnis auf. Der Choral entstand als Bearbeitung eines Liedes von Johannes Magdeburg (ca. 1530–1565). Der Bremische Kantor Laurentius Laurentii (1660–1722) entwirft auf ebendiese Melodie mit Wenn dort des Allerhöchsten Sohn eine geradezu emphatisch-moralische Nachdichtung.
Der Barockdichter Siegmund von Birken (1626–1681) übernimmt das Motiv in seinem Gedicht Am andern Sonntag des Advents.
Eine besonders farbige und drastische Illustration des Bildes von den Schafen und den Böcken entwirft Christoph Graupners († 1760) Kantate „Ach Herr, die Frommen warten deiner“ (1742, GWV 1167/42) mit dem Text von Johann Conrad Lichtenberg, dem Vater Georg Christoph Lichtenbergs. Darin heißt es:
| Ach Herr, die Frommen warten Deiner. Komm doch, erlöse Deine Schar! Die Schafe seufzen unter Leiden, Du möchtest sie von Böcken scheiden. Herr Jesu, nimm ihr Seufzen wahr. Die Zeiten sind, ach! sehr betrübt, die Welt kann so nicht lang mehr stehen Der Glaube ist sehr rar und niemand ist, der Liebe übt. Der Böcke Schar ist groß und ringt, den breiten Weg zu gehen. Die Schafe sind ihr Spott, sie achten Gott in ihrem tollen Sinn für nichts. Sie lachen des großen Weltgerichts, wenn Gläubige sich Hoffnung machen, im Reich des Lichts, ein Erbteil einzunehmen. | Ach Herr, sieh drein, komm doch, die Böcke zu beschämen, lass sie erseh’n, wie lieb Dir Deine Schafe sein Der Herr wird bald erscheinen, alsdann ruft Er die Seinen zu Sich ins Himmels Saal Der Welt und ihrem Lachen wird Er ein Ende machen, ihr Lohn ist ew’ge Höllenqual. | Erzittert, freche Weltgemüter, der Herr ist groß, dem ihr hier widerstrebt. Das Erbteil Seiner Güter steht dort in Gottes Gnadenschoß nur dem zur Freude offen, der hier nach Jesus Willen lebt. Wer den nicht tut, der hat kein Teil bei Gott zu hoffen. Wenn Schafe dort zu Dessen Rechte stehen, wenn sie ein himmlisch Gut, das ewig ist, ererben, so müssen Böcke ins Verderben, zur Höllen-Qual und Marter gehn. Und das wird ganz gewiss gescheh’n |

Die auf den Prüfstand gekommenen Werke der Barmherzigkeit werden zu einem prägenden Motiv der christlichen Bildenden Kunst.